# Dent du Géant
Der Dent du Géant (italienisch Dente del Gigante – deutsch „Zahn des Riesen“) ist mit einer Höhe von 4013 m ein zwar niedriger, aber, auf Grund seiner herausragenden Gestalt, trotzdem imposanter Viertausender in der Mont-Blanc-Gruppe an der Grenze zwischen Frankreich und Italien. Neben dem höheren Nordostgipfel (Pointe Graham) ragt der Südwestgipfel (Pointe Sella) mit 4009 m ebenfalls über die 4000er-Marke. Westlich liegt der Gletscher Glacier du Géant, über den die Seilbahn von Entrèves bei Courmayeur über Pointe Helbronner und Aiguille du Midi bis nach Chamonix führt.
Die Erstbesteigung des niedrigeren Südwestgipfels gelang am 29. Juli 1882 Alessandro Corradino, den Brüdern Alfonso und Gaudenzio Sella aus Biella mit den Führern Jean-Joseph, Daniel und Baptiste Maquignaz aus Breuil, die sich unter erheblichem Materialeinsatz durch die Südwestwand hochnagelten. Drei Wochen später, am 20. August 1882 folgten auf ihren Spuren der Brite W.W. Graham mit den Führern Alphonse Payot und Auguste Cupelin, diese Seilschaft gelangte auf den Hauptgipfel. Bald danach wurden die glatten Platten in der Südwestwand mit Fixseilen versichert, die nun schon viele Jahrzehnte dort hängen und aus dem Anstieg eine Seilhangelei machen. Der Normalweg wird heute mit III (Stellen), sonst II angegeben, bei Nicht-Benutzung der Fixseile allerdings mit V+.
Der Gipfel ist am besten von der Turiner Hütte (ital. Rifugio Torino) (3371 m s.l.m.) von der italienischen Seite zu erreichen.
Vom Dent du Géant zieht der Rochefortgrat (französisch Arête de Rochefort) über die Aiguille de Rochefort (4001 m), Mont Mallet (3989 m) und Dôme de Rochefort (4015 m) zum Col des Grandes Jorasses (3809 m).